# Gare de Viescamp-sous-Jallès
Gare de Viescamp-sous-Jallès vasútállomás Franciaországban, Lacapelle-Viescamp településen.

## Vasútvonalak
Az állomást az alábbi vasútvonalak érintik:
- Figeac–Arvant-vasútvonal

## Kapcsolódó állomások
A vasútállomáshoz az alábbi állomások vannak a legközelebb: